# 허록 (일제강점기)
허록(許鹿, ? ~ ?)은 일제강점기의 관료 겸 기업인, 공작원이다.

## 생애
생몰년과 본적지 등 정확한 신상은 알려져 있지 않다. 1923년 민립대학 기성준비회 청진지방부 발기인과 상무위원을 역임했다. 1926년 만주로 이주한 뒤부터 간도운수주식회사 중역으로 근무했다.
1935년부터 1937년까지 하주(荷主)운수주식회사 전무이사를 역임했고 1935년 12월 15일 만주국 협화회 간도성(間島省, 젠다오 성) 사무국 산하 용정국방청년회 회장으로 임명된 뒤부터 일본의 황민화 운동을 적극 주도했다. 1937년 11월 만주국에서 파견한 방일 사절단 선계(鮮系, 조선인) 대표로 참여했으며 1940년 만주국 협화회 군사후원회에서 근무했다. 1939년 12월부터 1940년 9월 16일까지 용정 가(龍井街, 룽징 가) 부가장(副街長)을 역임했고 1940년 9월 17일 연길현(延吉縣, 옌지 현) 도문가(圖們街, 투먼 가) 부가장으로 임명되었다.
1940년 1월 10일 간도성민대회 발기인으로 참여했으며 1940년 2월 14일 만주국 협화회 용정분회 상무원으로 임명된 뒤부터 일본의 만주 식민 통치에 적극 협력했다. 1940년 8월 조선인교육후원회 용정지역 위원으로 임명된 뒤부터 일본의 황민화 교육 정책 시행에도 적극 협력했다. 1940년 10월 30일부터 1940년 12월 20일 해체될 때까지 동남지구특별공작후원회 상무위원을 역임하는 동안 도문지부에서 항일 무장 세력 토벌을 위한 후원금을 징수하는 한편 항일 무장 세력에 대한 투항을 권고하는 내용을 담은 선전물을 배포했다. 친일반민족행위진상규명위원회가 발표한 친일반민족행위 705인 명단에 포함되었다.

## 참고자료
- 친일반민족행위진상규명위원회 (2009). 〈허록〉. 《친일반민족행위진상규명 보고서 Ⅳ-19》. 서울. 188~202쪽.